# 陳玉 (弘治癸丑進士)
陳玉（1455年—1526年），字德卿，直隸 沂州衛官籍高郵州人，明朝政治人物。

## 生平
成化二十二年（1486年）丙午科應天府鄉試第十七名。弘治六年（1493年）癸丑科進士。改翰林院庶吉士，八年十月授福建道監察御史，九年十二月因审理满仓儿案被赎杖还职。十一年八月提调北直隶学政，十五年巡按福建，正德三年（1508年）因刷卷失误，被劉瑾矫旨，降三级调外任湖广布政司照磨。后起复浙江提学副使，四年六月改福建提學副使，十一月升應天府府丞，五年九月以都察院右僉都御史，巡撫保定兼提督紫荆等关，十一月命回都察院管事，清理军职贴黄。八年三月升为右副都御史，仍理院事，以北虏犯边，命巡视山海关，六月虏退回京。九年二月升兵部右侍郎，四月升左侍郎，十月以兵部左侍郎兼左僉都御史，提督東西路邊務。十四年（1519年）四月官至南京都察院左都御史。嘉靖元年（1522年）二月致仕，嘉靖五年（1526年）四月卒，赐祭葬，贈太子少保。

## 家族
曾祖陳景輝；祖父陳茹，指揮同知；父陳鎬，指揮同知。母奚氏（封淑人）。慈侍下。